# Branchiura sowerbyi
Branchiura sowerbyi är en ringmaskart som beskrevs av Frank Evers Beddard 1892. Branchiura sowerbyi ingår i släktet Branchiura och familjen glattmaskar. Arten är reproducerande i Sverige. Inga underarter finns listade i Catalogue of Life.